# Фрідріх Гомбарт
Фрідріх Гомбарт (нім. Friedrich Gombart; 8 січня 1877, Ліндау — 6 травня 1949, Ліндау) — німецький офіцер, генерал-майор вермахту.

## Біографія
9 липня 1897 року вступив в 1-й польовий артилерійський полк Баварської армії. З 1 березня 1898 по 25 січня 1899 року навчався у Військовому училищі Мюнхена, з 1 жовтня 1900 по 6 липня 1901 року — в Баварському артилерійському інженерному училищі. З 7 липня по 9 серпня 1901 року пройшов вогневий курс польової артилерії. З 12 січня по 7 лютого 1903 року перебував у відрядженні на фабриці зброї в Амберзі. З 18 квітня 1904 року — ад'ютант 2-го батальйону свого полку, з 1 жовтня 1905 року — ад'ютант всього полку. З 1 жовтня 1909 по 31 січня 1910 року навчався в Прусському польовому артилерійському училищі. З 17 червня по 3 липня 1912 року перебував у Генштабу 1-го армійського корпусу.
З 1 жовтня 1913 року — командир роти свого полку. Учасник Першої світової війни. З 22 жовтня 1915 року — офіцер з аеростатів, оборони і гармат при головнокомандуванні 1-го армійського корпусу. З 12 липня 1916 року — офіцер ППО в Генштабі 3-ї армії. З 31 січня 1917 року — командир запасного зенітного полку, з 2 лютого 1918 року — зенітних часнти 18-ї армії.
З 19 грудня 1918 року — допоміжний радник Військового міністерства. З 2 червня 1919 року — офіцер прикордонної охорони в Ліндау. 9 квітня 1920 року звільнений у відставку, проте наступного дня повернувся в армію як цивільний службовець абверу в Берліні. З 1 листопада 1925 року — директор управління абверу в Ліндау. З 1 жовтня 1933 року — офіцер земельної оборони, з 5 березня 1935 року — служби комплектування.
25 серпня 1939 року переданий в розпорядження сухопутних військ і призначений командиром ділянки Боденського озера. 19 серпня 1941 року відправлений в резерв 358-го запасного піхотного батальйону. 29 серпня 1941 року переданий в розпорядження командувача військовополоненими в 7-му військовому окрузі. З 7 листопада 1941 року — командир 711-го батальйону земельної оборони в таборі військовополонених Stalag 311 в Берген-Бельзені. 1 липня 1942 року відправлений в резерв. 30 квітня 1943 року звільнений у відставку.

## Звання
- Фенріх (9 липня 1897)
- Лейтенант (28 жовтня 1899)
- Оберлейтенант (26 жовтня 1907)
- Гауптман (12 березня 1913)
- Майор запасу (9 квітня 1920)
- Майор земельної оборони (1 жовтня 1933)
- Оберстлейтенант земельної оборони (15 травня 1934)
- Оберстлейтенант служби комплектування (5 березня 1935)
- Оберст служби комплектування (1 серпня 1936)
- Генерал-майор до розпорядження (1 червня 1942)

## Нагороди
- Медаль принца-регента Луїтпольда з короною (1905)
- Орден «За військові заслуги» (Баварія)
  - 4-го класу (28 жовтня 1909)
  - 4-го класу з мечами (16 листопада 1914)
- Залізний хрест
  - 2-го класу (22 вересня 1914)
  - 1-го класу (2 листопада 1914)
- Королівський орден дому Гогенцоллернів, лицарський хрест з мечами (25 квітня 1918)
- Почесний хрест ветерана війни з мечами
- Медаль «За вислугу років у Вермахті» 4-го, 3-го, 2-го, 1-го і особливого класу (40 років)
- Хрест Воєнних заслуг 2-го класу з мечами